# Arrondissement di Charleville-Mézières
L'arrondissement di Charleville-Mézières è un arrondissement dipartimentale della Francia situato nel dipartimento delle Ardenne, nella regione Grand Est.

## Storia
Fu creato nel 1800 sulla base dei preesistenti distretti. Nel 1926 vi fu integrato l'arrondissement soppresso di Rocroi.

## Composizione
L'arrondissement è composto da 160 comuni raggruppati in 17 cantoni:
- cantone di Charleville-Centre
- cantone di Charleville-La Houillère
- cantone di Flize
- cantone di Fumay
- cantone di Givet
- cantone di Mézières-Centre-Ouest
- cantone di Mézières-Est
- cantone di Monthermé
- cantone di Nouzonville
- cantone di Omont
- cantone di Renwez
- cantone di Revin
- cantone di Rocroi
- cantone di Rumigny
- cantone di Signy-l'Abbaye
- cantone di Signy-le-Petit
- cantone di Villers-Semeuse